# Ty Gibbs
Tyler Randal Gibbs (Charlotte, Carolina del Norte, 4 de octubre de 2002) es un piloto automovilismo estadounidense. Fue el campeón de la ARCA Menards Series 2021 y de la NASCAR Xfinity Series 2022. Es nieto del exentrenador de NFL y actual dueño del equipo de NASCAR, Joe Gibbs.

## Carrera deportiva
Gibbs comenzó a correr shifter karts en GoPro Motorplex en el verano de 2015 a la edad de 13 años.[cita requerida] En 2019, Gibbs ganó la carrera IceBreaker 125 Late Model Stock en Myrtle Beach Speedway, conduciendo el No. 18 para Nelson Motorsports.

### CARS Late Model Stock Tour
En 2017 y 2018, Gibbs compitió en la serie CARS CARS Late Model Stock Tour para Marlowe Racing. Terminó 14.º en la clasificación de puntos de la temporada en 2017 (debido a que Gibbs solo compitió en 8 de 13 carreras ese año) y 8.º en 2018. Obtuvo dos poles, lideró 90 vueltas y su mejor resultado fue un segundo puesto.

### ARCA Menards Series East
Gibbs corrió un calendario parcial en la NASCAR K&N Pro Series East 2019, obteniendo cuatro segundos puestos en cinco salidas con DGR-Crosley. El 21 de septiembre, Gibbs obtuvo la primera victoria de su carrera en su sexta salida en el Apple Barrel 125 en New Hampshire Motor Speedway. Competiría a tiempo completo en la serie, ahora conocida como ARCA Menards Series East, al año siguiente. Condujo para Joe Gibbs Racing (JGR). Gibbs ganaría una de las seis carreras de la serie en el calendario (Toledo Speedway en junio) y terminaría en segundo lugar en la clasificación final, detrás de Sam Mayer, quien ganó todas las demás.
Hizo cuatro apariciones en la temporada 2021, tres de las cuales fueron eventos complementarios con la principal ARCA Menards Series. Gibbs logró la pole position y la victoria en las cuatro carreras, liderando 621 de las 625 vueltas que completó.

### ARCA Menards Series West
Gibbs hizo su debut en la NASCAR K&N Pro Series West en el final de la temporada 2019 en ISM Raceway, ganando esa carrera. Se presentó nuevamente en la edición del año siguiente, donde lideró la mayor cantidad de vueltas en el evento, pero terminó segundo después de que David Gilliland lo adelantara en la última vuelta. En 2021, Gibbs corrió ambas carreras en Phoenix, partiendo desde la pole y ganando ambas.

### ARCA Menards Series

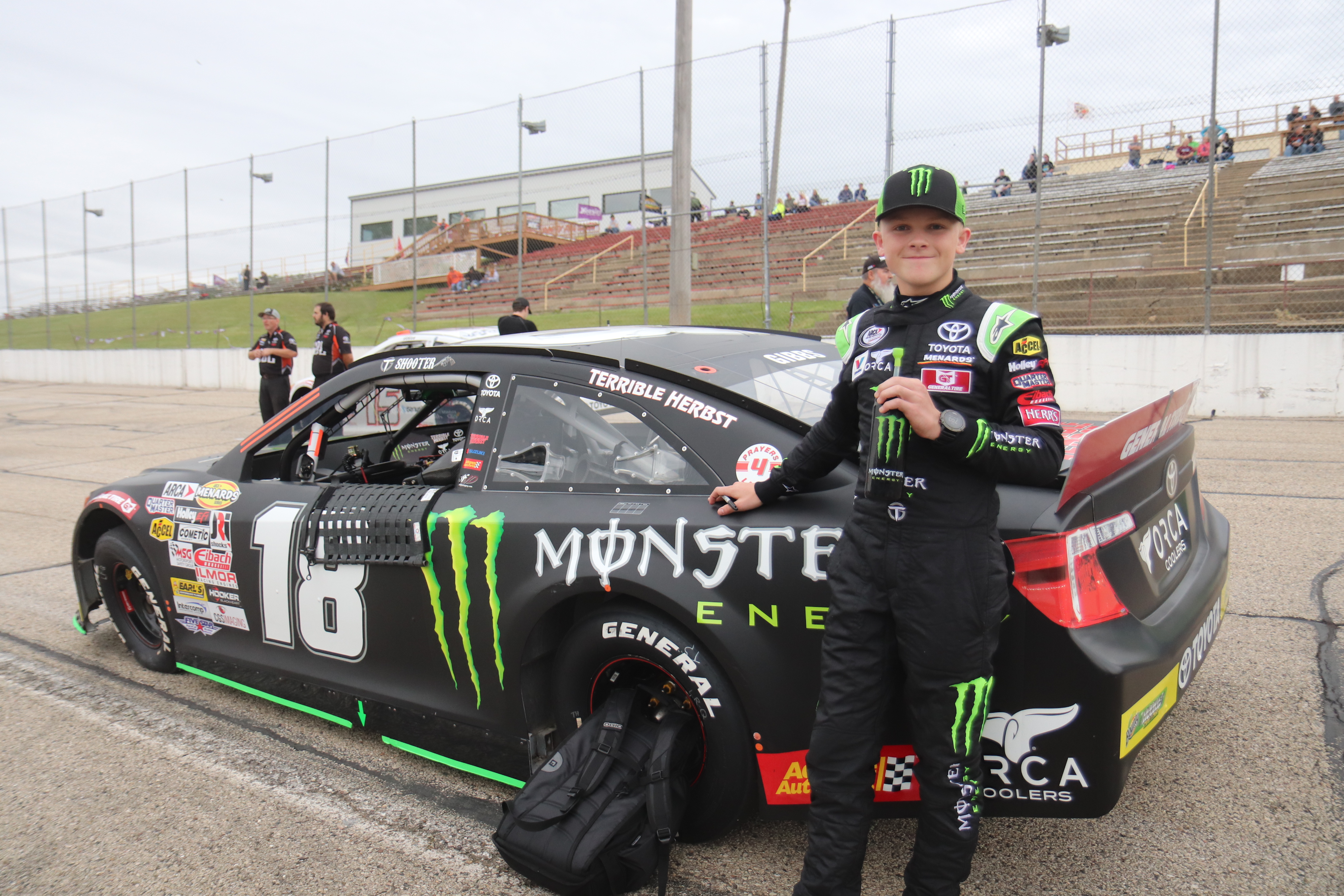
Gibbs junto a su vehículo de ARCA en Madison en 2019.

En 2019, Gibbs corrió 11 de 20 carreras en la ARCA Menards Series, terminando 13.º en la clasificación después de obtener victorias en Gateway y Salem. Al año siguiente compitió en 16 de 20 carreras y terminó quinto en la clasificación, acumulando victorias en Gateway, Pocono, Kentucky, Iowa, Winchester y Memphis.
Gibbs cumplió 18 años el 4 de octubre de 2020, lo que lo hizo elegible para competir en todas las pistas del calendario ARCA (incluidas Daytona y Talladega). En 2021, Gibbs corrió a tiempo completo en esta categoría junto a JGR.
Gibbs terminó la temporada 2021 como campeón, habiendo ganado 10 de 20 carreras. Pasó la temporada en una batalla reñida por los puntos con Corey Heim y terminó entre los cinco primeros en todas las carreras excepto en Talladega Superspeedway, donde se estrelló y terminó 27.°.

### NASCAR Xfinity Series
El 26 de enero de 2021, JGR anunció que Gibbs haría su debut en la Xfinity Series en 2021 en el Daytona Road Course, que sería la primera carrera de un programa de tiempo parcial que correría en el auto n.º 54 del equipo. También compitieron con el 54 Kyle Busch, Denny Hamlin, Martin Truex Jr., John Hunter Nemechek y Ty Dillon.

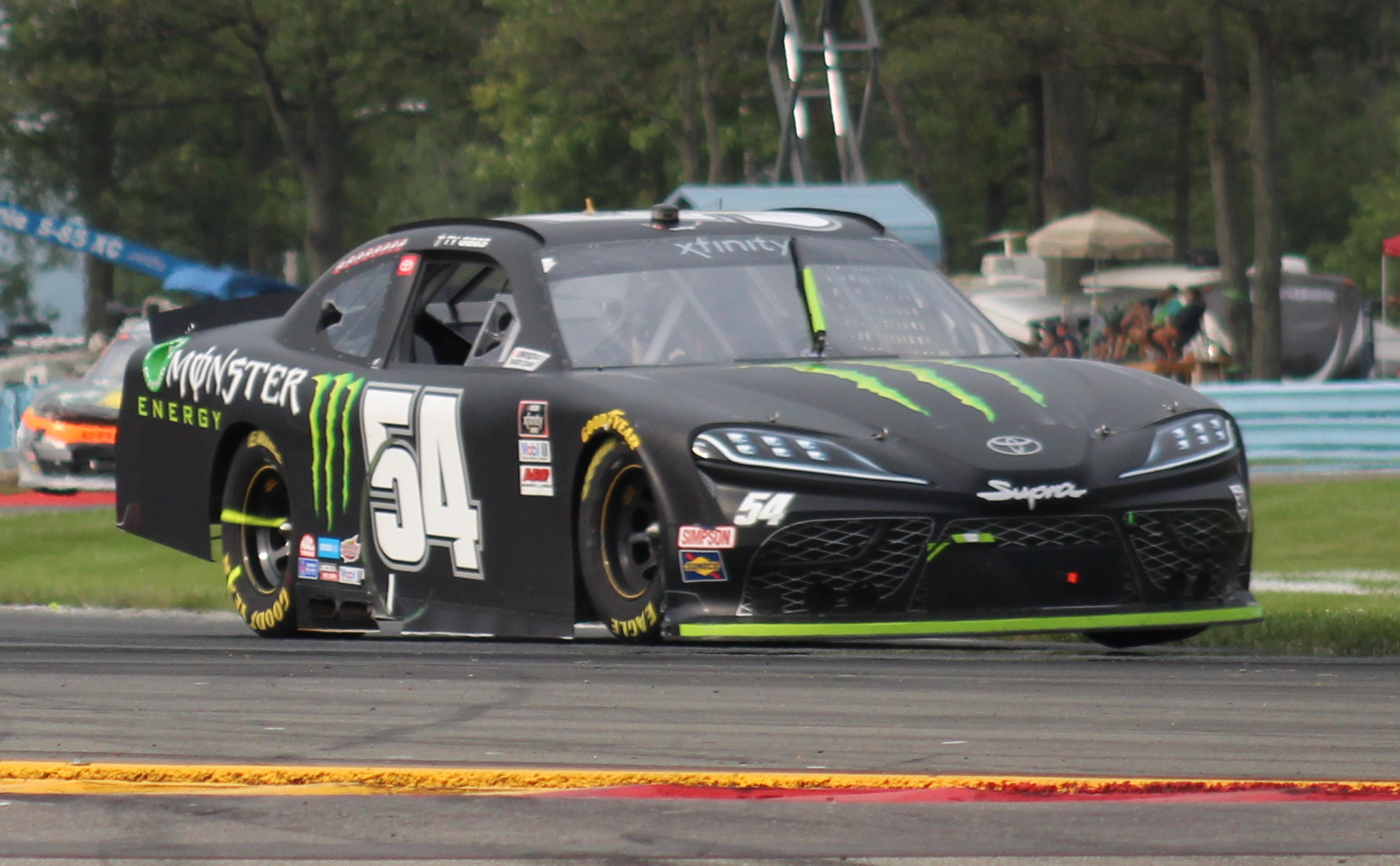
Gibbs en el n.º 54 en Watkins Glen International en 2021.

En el Daytona Road Course, Gibbs superó a Austin Cindric en tiempo extra para ganar, convirtiéndose en el sexto piloto en ganar en su debut en Xfinity (después de Dale Earnhardt, Ricky Rudd, Joe Ruttman, Terry Labonte y Kurt Busch) y el primero en hacerlo sin experiencia previa en la NASCAR Cup Series. También es el único piloto en la era moderna (desde 1972) en ganar su primera carrera de serie nacional de NASCAR. A los 18 años, cuatro meses y 16 días de edad, Gibbs superó a Cindric como el piloto más joven en ganar una carrera en un autódromo de Xfinity. Más tarde, Gibbs volvió a ganar en Charlotte Motor Speedway en mayo.
En Watkins Glen International, Gibbs lideró la mayor cantidad de vueltas y ganó luego de contener a Cindric y AJ Allmendinger. Más tarde lideró la mayor cantidad de vueltas en la carrera en Richmond Raceway en septiembre pero terminó séptimo. Gibbs obtuvo su cuarta victoria de la temporada en Kansas en octubre y terminó la temporada en el puesto 13 en la clasificación final, a pesar de haber comenzado solo 18 de las 33 carreras de la temporada, además de ganar los honores de Novato del Año.
Para 2022, Gibbs disputó la temporada completa. Ganó al principio de la temporada en Las Vegas, Atlanta y Richmond. En la carrera de primavera de Martinsville el 8 de abril, Gibbs lideró 196 vueltas, pero su compañero de equipo Brandon Jones lo superó en la última vuelta y terminó octavo después de un golpe de Sam Mayer en la última curva. Después de la carrera, Gibbs chocó contra el auto de Mayer durante la vuelta de enfriamiento antes de que ambos pilotos se pelearan a puñetazos en la calle de boxes. Tras este incidente, Gibbs fue multado con US$15.000 por golpear el coche de Mayer en la calle de pits después de la carrera. Gibbs obtuvo su cuarta victoria en Road America en julio al pasar a Kyle Larson en la última vuelta y obtuvo su quinta victoria de la temporada un mes después en Michigan. En Watkins Glen, Gibbs luchó ferozmente contra William Byron por el liderato durante la mayor parte de la carrera hasta que ambos se salieron de pista durante el reinicio final, lo que resultó en que Gibbs terminara en el puesto 27. En la carrera de playoffs de Martinsville, Gibbs arrojó a Jones a la pared exterior en la última vuelta de tiempo extra para ganar e ingresar al Championship 4.
Gibbs logró el título tras ganar la ronda final en Phoenix frente a Noah Gragson y Justin Allgaier.

### NASCAR Cup Series

#### 2022

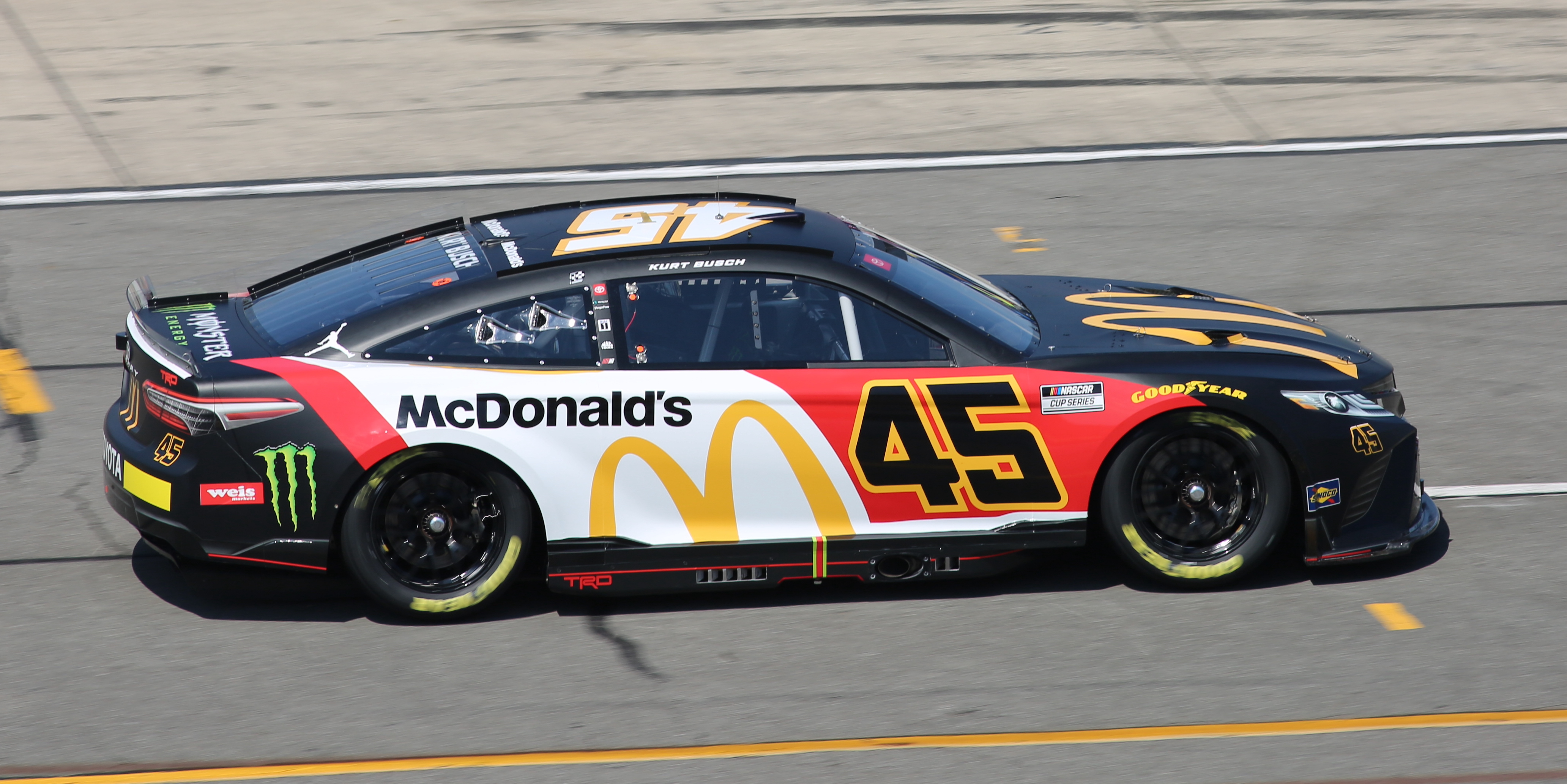
Gibbs en el n.º 45 en Pocono Raceway en 2022.

El 24 de julio de 2022, el equipo 23XI Racing anunció que Gibbs haría su debut en la NASCAR Cup Series en Pocono el mismo día, conduciendo el auto n.º 45 como reemplazo del piloto titular, Kurt Busch. Busch no fue autorizado por NASCAR para competir después de sufrir síntomas similares a una conmoción cerebral luego de un accidente durante la clasificación. Gibbs terminó 16º en la carrera. Tres días después, sería anunciado para reemplazar nuevamente a Busch en Indianápolis, donde terminó en el puesto 17. En Michigan, Gibbs logró un décimo lugar, pero terminó en el puesto 36 la semana siguiente en Richmond después de una falla en el motor. El 31 de agosto, se anunció que intercambiaría número con su compañero de equipo Bubba Wallace y que conduciría el auto n.º 23 a partir de Darlington. En la carrera de playoffs de Texas, Gibbs chocó peligrosamente a Ty Dillon en la calle de boxes, por lo que fue multado con US$75.000.
Luego de esto, Gibbs logró un puesto 19 en Martinsville como mejor resultado. No participó en la última carrera de la temporada en Phoenix, al día siguiente de ser campeón de Xfinity, por la muerte de su padre Coy.

#### 2023
En 2023, Gibbs se unió a la NASCAR Cup Series a tiempo completo, conduciendo el n.º 54 para Joe Gibbs Racing. A pesar de perderse los playoffs, Gibbs logró cuatro resultados entre los cinco primeros y obtuvo el título de Novato del Año.

#### 2024
Gibbs consiguió la primera pole de su carrera en Charlotte y la segunda en Pocono. A pesar de no ganar una carrera durante la temporada regular, se mantuvo lo suficientemente consistente como para llegar a los playoffs. Gibbs fue eliminado de los playoffs al finalizar la primera ronda y finalmente quedó en el puesto 15 del campeonato.

## Vida personal
Gibbs es nieto del exentrenador de los Washington Redskins y propietario de Joe Gibbs Racing, Joe Gibbs, e hijo del exentrenador asistente de los Washington Commanders y expiloto de NASCAR Coy Gibbs y la agente inmobiliaria de Charlotte, Heather Gibbs. Es sobrino del difunto copropietario de Joe Gibbs Racing, JD Gibbs.
Su padre Coy falleció el 6 de noviembre de 2022, un día después de que Ty lograse su título en Xfinity Series.